# Montescudaio Vin Santo
Il Montescudaio Vin Santo è un vino DOC la cui produzione è consentita nella provincia di Pisa.

## Caratteristiche organolettiche
- colore: dal paglierino all'ambrato più o meno fulvo.
- odore: intenso, etereo, tipico.
- sapore: armonico, morbido con retrogusto amarognolo caratteristico.

## Produzione
Provincia, stagione, volume in ettolitri
- Pisa  (1990/91)  26,95
- Pisa  (1991/92)  8,75
- Pisa  (1992/93)  24,85
- Pisa  (1993/94)  14,0
- Pisa  (1994/95)  19,95
- Pisa  (1995/96)  19,6
- Pisa  (1996/97)  22,75